# Nemophila breviflora
Nemophila breviflora är en strävbladig växtart som beskrevs av Asa Gray. Nemophila breviflora ingår i släktet kärleksblomstersläktet, och familjen strävbladiga växter. Inga underarter finns listade i Catalogue of Life.